# Bund zur Befreiung der Ukraine

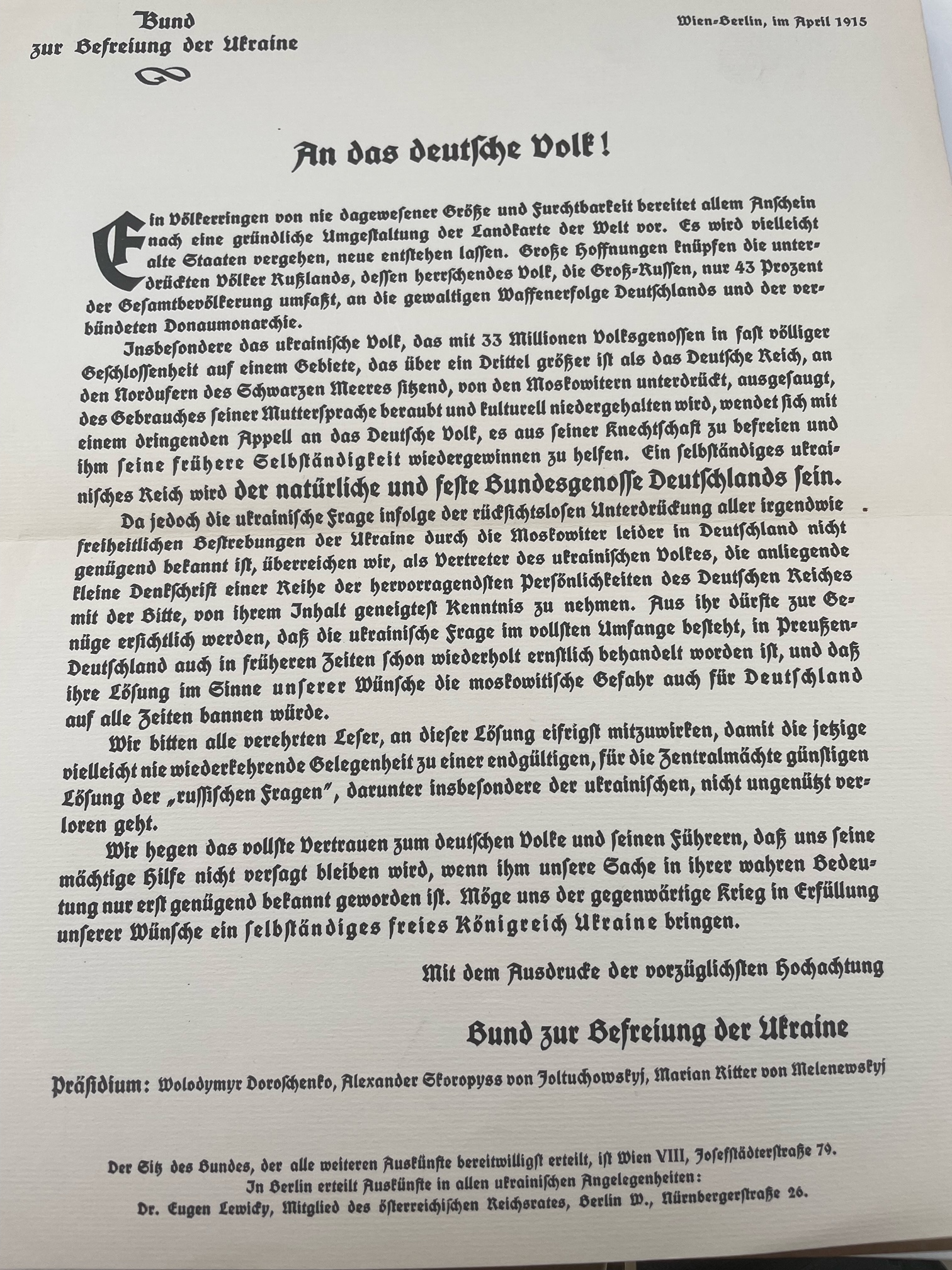
Appell an das deutsche Volk vom Bund zur Befreiung der Ukraine

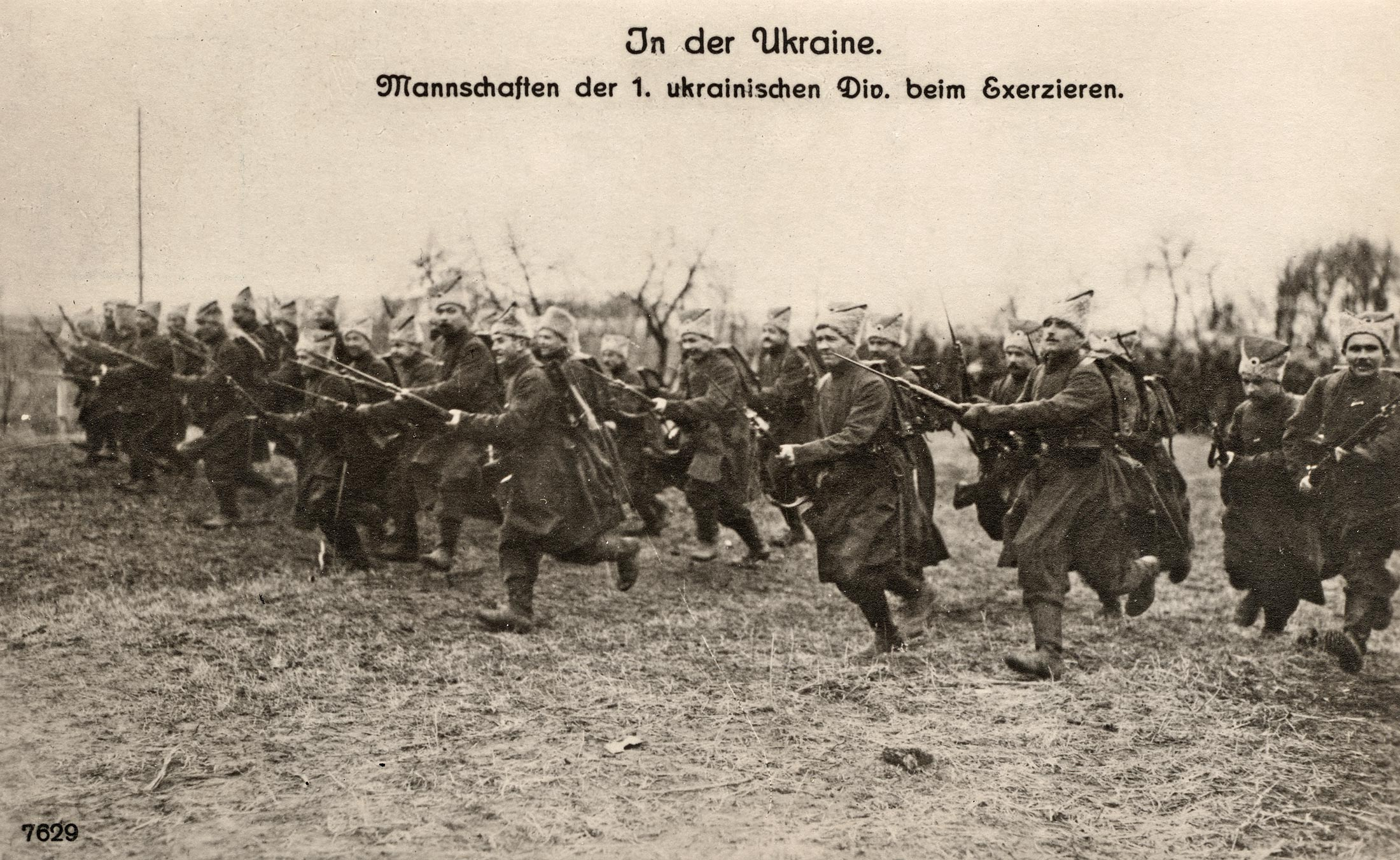
Die 1. Ukrainische Division wurde im Frühjahr 1918 von ukrainischen Kriegsgefangenen in deutschen Lagern gebildet. Da sie blaue Mäntel trugen, wurden sie allgemein als Sinyozhupanna („Blaue Jacken“) bekannt.

Der Bund zur Befreiung der Ukraine (BBU) (ukrainisch Союз визволення України (СВУ)) war eine politische Organisation, die am 4. August 1914 in Lemberg gegründet wurde. Die Organisation wurde von einem Präsidium geleitet, das aus Wolodymyr Doroschenko, Oleksandr Skoropyss-Joltuchowskyj, Markijan Melenewskyj und Andrij Schuk bestand. Zu den Gründern gehörte auch Dmytro Donzow. Der Abgeordnete Kost' Lewyzkyj (1859–1941) und der Rechtsanwalt Jewhen Lewyzkyj (Eugen Lewicki, 1870–1925) arbeiteten mit der Union zusammen.
Ihr Hauptziel war es, die Aufmerksamkeit der europäischen Öffentlichkeit auf die ukrainische Frage zu lenken. Sie gründeten Vertretungen in verschiedenen Ländern, gaben Zeitschriften heraus und halfen gefangenen Ukrainern aus der russischen Armee, die in österreichischen und deutschen Lagern inhaftiert waren (allein in Deutschland befanden sich 30.000 ukrainische Kriegsgefangene, während die Zahl der Kriegsgefangenen in den Ländern der Zentralmacht auf 300.000 geschätzt wird.).
Die Union zur Befreiung der Ukraine wurde 1918 aufgelöst.

## Bund zur Befreiung der Ukraine. Zentralstelle für Deutschland.
Zu den Hauptaktivitäten des Bundes gehörte die Arbeit in den Kriegsgefangenenlagern (Rastatt, Wetzlar, Salzwedel). Eines der Lager, zu dem mehr Details verfügbar sind, ist das Lager für Kriegsgefangene in Wetzlar-Büblingshausen, das als besonderes Kriegsgefangenenlager für Ukrainer eingerichtet worden war. Zu den Einrichtungen des Lagers gehörten eine Vortragshalle, Schulräume und Handwerksstätten. Dort fanden Alphabetisierungsunterricht, Geschichtsunterricht und praktischer Handwerksunterricht statt. Wer den Unterricht besuchte, wurde von der regulären Lagerarbeit freigestellt. Auch gab es Kulturvereine, wie den Gesangs- und Theaterverein „Lysenko“.
Eine weitere wichtige Arbeitsrichtung des Bundes waren Veröffentlichungen, darunter auch in der deutschsprachigen Zeitschrift „Ukrainische Blätter“ und der ukrainischen Zeitung „Das Ukrainische Wort“ sowie weitere ukrainische Literatur.
Nach der eigentlichen Ausrufung des ukrainischen Staates 1917 wurde im Agitationslager Hannover-Münden die ukrainische Gemeinde „Gromada“ gebildet, um separatistische Ideen zu fördern und die Mobilisierung von Kriegsgefangenen für die Zentralna Rada der revolutionären ukrainischen Regierung zu fördern. Die Organisation wurde von General Selinskyj (Kommandeur der 1. Blauen Division, später Kommandeur der Südgruppe der UPR-Armee) geleitet, der ukrainische Kriegsgefangene aufrief, sich nach dem Frieden der ukrainischen Armee anzuschließen.